# Herb gminy Płoniawy-Bramura
Herb gminy Płoniawy-Bramura – symbol gminy Płoniawy-Bramura, autorstwa Kazimierza Białobrzeskiego, ustanowiony 28 kwietnia 1994.

## Wygląd i symbolika
Herb przedstawia na tarczy w polu niebieskim srebrną podkowę, zwieńczoną trzema złotymi krzyżami, a pod nią murowaną bramę. Podkowa nawiązuje do herbu Dąbrowa, którym posługiwał się ród Młodzianowskich, a brama do części nazwy gminy i gościnności.  